# John Langley
John Arthur Langley (25. června 1896, Melrose, Massachusetts – 5. března 1967, Eustis, Florida) byl americký reprezentační hokejový brankář.
S reprezentací USA získal jednu stříbrnou olympijskou medaili (1924).

## Úspěchy
- Stříbro na Letních olympijských hrách – 1924